# Tân Thị, Đài Nam

Vị trí tại Đài Nam

Tân Thị (tiếng Trung: 新市區; bính âm Hán ngữ: Xīnshì Xīang; bính âm thông dụng: Sinshìh Cyu; Wade–Giles: Hsin-shih Hsiang) là một khu (quận) của thành phố Đài Nam, Trung Hoa Dân Quốc (Đài Loan). Địa hình của quận là đồng bằng và không có ngọn núi nào trên địa bàn. Khu khoa học kỹ nghệ Nam Bộ nằm trên địa bàn quận và đã góp phần đáng kể và tiến trình phát triển. Diện tích của Tân Thị là 47,8096 km², dân số vào tháng 8 năm 2011 là 34.934 người thuộc 10.902 hộ gia đình, mật độ cư trú đạt 730,7 người/km².